# Thea Garrett
Thea Falzon Garrett (Tarscen, 15 marzo 1992) è una cantante maltese.
Ha partecipato all'Eurovision Song Contest 2010 come rappresentante di Malta presentando il brano My Dream.